# Cratere Meanderi
Meanderi  è un cratere sulla superficie di Cerere.